# François Raiga-Clemenceau
Pour les articles homonymes, voir Clemenceau (homonymie).
François Raiga-Clemenceau, né le 13 novembre 1962, est un journaliste français qui écrit sous le nom de plume François Clemenceau.
En 2025, il est chroniqueur pour la chaîne d’informations en continu LCI et pour La Tribune dimanche.

## Biographie

### Famille et formation
François Raiga-Clemenceau naît le 13 novembre 1962 du mariage de Jean Raiga-Clemenceau, ingénieur diplômé major de l'École nationale supérieure du pétrole et des moteurs, et de Marie-Claire Deney. 
Il est l'arrière-arrière-petit-neveu de Georges Clemenceau.

### Carrière
Entré à Europe 1 en 1987, il a été successivement reporter aux informations générales, présentateur, grand reporter au service étranger, chef du service étranger et correspondant au Proche-Orient, à Jérusalem. Il a aussi régulièrement contribué aux Cahiers de l'Orient, et à la revue European Affairs.
En janvier 2012, il est rédacteur en chef au Journal du dimanche, chargé de l'actualité internationale et à partir de 2016, éditorialiste de politique étrangère sur la station de radio Europe 1, rédacteur en chef de la matinale d'Europe 1, correspondant d'Europe 1 à Washington pendant sept ans,. 
Après une dizaine d'années au JDD, François Raiga-Clemenceau se joint aux 70 journalistes qui démissionnent à la suite de la grève historique contre la nomination de Geoffroy Lejeune ; il est alors recruté par la chaîne d’infos en continue LCI en tant qu'expert international.
Il a enseigné le journalisme au 'Celsa, à l'université Saint-Joseph de Beyrouth, et à l'École de journalisme de Sciences-Po Paris.
Ancien présentateur des Chemins de l'Impossible sur M6, il collabore également à l'émission C dans l'air sur France 5,. Il est invité régulièrement sur les plateaux de BFM TV et de France 24. Depuis septembre 2011, il est l'un des contributeurs de la revue L'Hémicycle (d) sur les questions de politique étrangère et d'actualité internationale.

## Distinctions
En 1997, il reçoit le prix Bayeux Calvados-Normandie des correspondants de guerre.

## Publications
- Barack Obama (trad. de l'anglais par François Clemenceau), De la race en Amérique, Paris, Éditions Grasset, 2008, 84 p. (ISBN 978-2-246-74141-1)
- Vivre avec les Américains (préf. Joseph Fitchett), Paris, éditions de l'Archipel, 2009, 297 p. (ISBN 978-2-8098-0190-3)
- Le clan Obama : les anges gardiens de Chicago, Paris, Riveneuve éditions, 2013, 283 p. (ISBN 978-2-36013-161-7)
- Hillary Clinton de A à Z : les 100 mots pour comprendre son destin présidentiel (préf. Christine Ockrent), Monaco/Paris, Éditions du Rocher, 2015, 407 p. (ISBN 978-2-268-07647-8)

Il publie chez Grasset en 2008 le texte en anglais et sa traduction ainsi qu'une préface du Discours de Philadelphie de Barack Obama (18 mars 2008), sous le titre De la race en Amérique. En 2009, les éditions de l'Archipel publient son livre-bilan de ses années américaines sous le titre Vivre avec les Américains, un ouvrage qui raconte les grands changements sociétaux intervenus aux États-Unis sous les présidences Bush et Obama. En janvier 2013, François Clemenceau publie Le Clan Obama, les anges gardiens de Chicago aux éditions Riveneuve. En janvier 2015, il publie Hillary Clinton de A à Z aux éditions du Rocher avec une préface de Christine Ockrent.
En janvier 2009, son blog USA 2008 sur la campagne présidentielle américaine reçoit le prix de la Coupe de l'Info 2009 du meilleur blog politique et économique. Le blog se poursuit sur europe1.fr sous le nom de Bureau Ovale jusqu'au printemps 2010, puis sur le jdd.fr de septembre à novembre 2012 sous le titre Bureau Ovale (suite) avant de se transformer depuis novembre 2016 en Trump Power.